# Aeropuerto de San Fernando (Filipinas)
El Aeropuerto de San Fernando  (en tagalo: Paliparan ng San Fernando , en ilocano: Pagtayaban ti San Fernando)  (IATA: SFE, ICAO: RPUS) es un aeropuerto que sirve el área general de` San Fernando (La Unión), ubicada en la provincia de La Unión, en el país asiático de Filipinas. Está clasificado como  aeropuerto comunitario por la Autoridad de Aviación Civil de Filipinas, un organismo del Departamento de Transportes y Comunicaciones que se encarga de las operaciones, no sólo de éste sino también de todos los demás aeropuertos de Filipinas, excepto el principal internacional.
Fue utilizado ampliamente como una pista de aterrizaje por las fuerzas estadounidenses cuando la estación aérea Wallace todavía estaba en funcionamiento.
No hay líneas aéreas que operen actualmente en el aeropuerto.